# Hạm đội

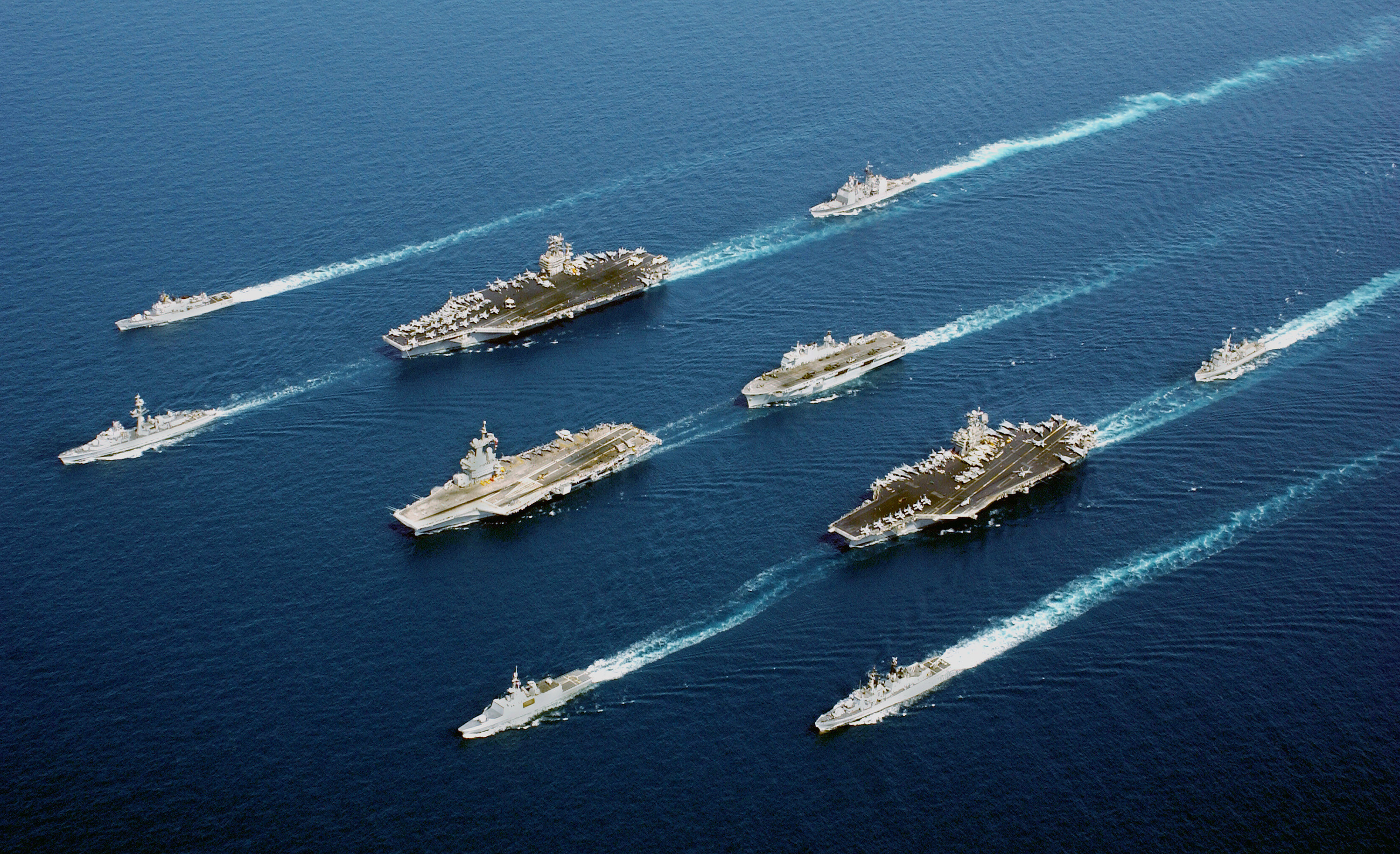
Một dịp xảy ra hiếm có của một hạm đội đa quốc gồm 5 quốc gia trong Chiến dịch Enduring Freedom trong Biển Oman. Trong 4 cột từ trên xuống, từ trái sang phải: Maestrale (Ý), De Grasse (Pháp); John C. Stennis (Mỹ), Charles De Gaulle (Pháp), Surcouf (Pháp); Port Royal (Mỹ), Ocean (Anh), John F. Kennedy (Mỹ), Van Amstel (Hà Lan); và Luigi Durand de la Penne (Ý)

Hạm đội (chữ Hán: 艦隊) là một đội hình quân sự gồm nhiều tàu chiến, và là đội hình lớn nhất của hải quân. Một hạm đội tương đương với một quân đoàn.
Hạm đội thường (tuy không nhất thiết) là một đội hình thường trực và thông thường được giao phó đến một vùng biển hoặc đại dương nào đó rõ rệt. Đa số các hạm đội được mang tên đại dương đó hay biển đó, nhưng quy ước trong Hải quân Hoa Kỳ là sử dụng các con số.
Một hạm đội bình thường được chỉ huy bởi một đô đốc và vị đô đốc này cũng thường là một tổng tư lệnh. Tuy nhiên cũng có nhiều hạm đội được các phó đô đốc chỉ huy hay đôi khi được các chuẩn đô đốc chỉ huy. Đa số các hạm đội được chia thành một số hải đoàn, mỗi hải đoàn dưới quyền một thuộc cấp của đô đốc. Các hải đoàn này sau đó thường được chia thành các hải đội. Trong thời kỳ thuyền buồm, các hạm đội được chia thành các hải đoàn tiền phong, hậu tuyến và trung tâm. Tên đặt theo vị trí của từng hải đoàn trong chiến tuyến. Trong thời hiện đại, các hải đoàn tiêu biểu được hình thành từ các nhóm đặc chủng tàu chiến cùng loại, ví dụ như thiết giáp hạm hoặc tuần dương hạm.
Vì lực lượng hải quân của một số nước nhỏ, chỉ có một hạm đội duy nhất nên thuật từ hạm đội thường đồng nghĩa với hải quân.
Các hạm đội đa quốc gia không phải là không phổ biến trong lịch sử hải quân. Chẳng hạn, một số nước đã lập Hạm đội Liên minh thần thánh ở Trận Lepanto năm 1571. Trong hiện đại, NATO đã thành lập các hạm đội trực chiến kết hợp và các chiến dịch từ hải quân của một số quốc gia, ví dụ như Chiến dịch Active Endeavour.
Xem Danh sách các hạm đội để tra cứu.

## Hạm đội hiện đại
Các hạm đội hiện đại gồm có các chiến hạm nổi, tàu ngầm, tàu hỗ trợ và các phi cơ đậu trên tàu để tiến hành các chiến dịch trên biển. Các hạm đội của các hải quân lớn hơn thường được chia thành các hạm đội nhỏ hơn mang tên hoặc số dựa theo vùng địa lý hoạt động hoặc các nhóm điều hành các tàu cùng chủng loại.
Các hạm đội hiện đại thường là các đơn vị điều hành. Các lực lượng đặc nhiệm đơn lẻ thông thường được hình thành để tiến hành các chiến dịch chi tiết.